# Centenary Tennis Clubs
Unter der Organisation Association of Centenary Tennis Clubs (CTC) haben sich (Stand 2024) 89 Tennisvereine aus aller Welt zusammengeschlossen, die eine besonders lange Tradition haben und über 100 Jahre alt sind.

## Geschichte
Am 11. Juni 1996 gründeten acht Tennisvereine die Vereinigung Centenary Tennis Clubs in Barcelona.

## Hintergrund
Die in Barcelona ansässige Organisation ist auf den internationalen Austausch insbesondere von jungen Tennisspielern bedacht. Hierfür finden internationale Turniere zwischen den einzelnen Mitgliedsvereinen statt. Die CTC ist durch die International Tennis Federation (ITF) anerkannt.

## Vereine nach Ländern
Argentinien
- Buenos Aires Lawn Tennis Club
- Santa Fe Lawn Tennis Club
- Tenis Club Argentino[1]

 Australien
- Royal South Yarra Lawn Tennis Club
- Kooyong Lawn Tennis Club
- Royal Kings Park Tennis Club

 Belgien
- Royal Léopold Club

 Chile
- Mundial Lawn Tennis Club

 Dänemark
- Kjobenhavns Boldklub
- Tennis Club Odense

 Deutschland
- LTTC Rot-Weiß Berlin
- Rochusclub Dusseldorfer Tennis Club[2]
- Tennis-Club 1899 Blau-Weiss
- Tennisclub „Rot-Weiss“ Baden-Baden
- Frankfurter Tennisclub 1914 Palmengarten[3]

 Ecuador
- Guayaquil Tenis Club

 Finnland
- Abo Lawn-Tenis Klubb

 Frankreich
- Le Tir – Association Sportive du Cercle du Bois de Boulogne
- Racing Club de France
- Villa Primrose Bordeaux
- Tennis Club Paris
- Garden Tennis Royan
- Tennis Club de Lyon[4]
- Stade Francais

 Griechenland
- Athens Lawn Tennis Club

 Hongkong
- Ladies’ Recreation Club

 Indien
- Delhi Gymkhana Club Ltd

 Irland
- Fitzwilliam Lawn Tennis Club
- Carrickmines Croquet & Lawn Tennis Club
- Malahide Lawn Tennis & Croquet Club[5]
- Donnybrook Lawn Tennis Club
- Sutton Lawn Tennis Club

 Italien
- Tennis Club Milano Alberto Bonacossa
- Circolo del Tennis Firenze
- Circolo de Tennis Bologna
- Tennis Club Parioli 1906
- Tennis Club Napoli
- Tennis Club Genova 1893[6]
- Tennis Club Padova 1912[7]

 Japan
- Yokohama International Tennis Community

 Kanada
- Mount Royal Tennis Club
- Toronto Lawn Tennis Club

 Kolumbien
- America Tennis Club

 Mexiko
- The Reforma Athletic Club

 Monaco
- Monte-Carlo Country Club

 Niederlande
- Haagsche Lawn Tennis Club Leimonias
- Lawn Tennis Club Festina

 Norwegen
- Nordstrand TennisKlubb

 Österreich
- Wiener Park Club
- Salzburger Tennisclub[8]
- Wiener Athletiksport Club

 Philippinen
- Manila Polo Club

 Portugal
- Lawn Tennis Clube da Foz

 Schweden
- Kungl. Lawn Tennis Klubben
- SALK – Stockholms Allmänna Lawntennis Klubb[9]

 Schweiz
- Tennis Club de Genève
- Grasshopper Club Zürich

 Spanien
- Real Club de Tenis Barcelona 1899
- Real Club de Polo de Barcelona
- Club de Tennis de la Salut 1902
- Club de Tenis Valencia
- Real Club de Tenis San Sebastian
- Real Sociedad de Tenis de la Magdalena
- Real Club de la Puerta de Hierro
- Murcia Club de Tenis 1919

 Südafrika
- The Wanderers Club

 Tschechien
- I. Cesky Lawn-Tenis Klub Praha[10]

 Vereinigtes Königreich
- Cumberland Lawn Tennis Club
- The Edgbaston Priory Club
- The Queen’s Club
- Winchester Racquets and Fitness
- Roehampton Club
- St. George’s Hill Lawn Tennis Club
- The Northern Lawn Tennis Club

 Vereinigte Staaten
- West Side Tennis Club
- International Tennis Hall of Fame
- Philadelphia Cricket Club
- Longwood Cricket Club
- Berkeley Tennis Club[11]
- California Tennis Clubs[12]
- Columbia Country Club
- Seattle Tennis Club
- River Forest Tennis Club